# Stéphane Soo Mongo
Pour les articles homonymes, voir Soo et Mongo.
Stéphane Soo Mongo, né le 24 février 1977, est un acteur français d'origine camerounaise,.
De 2014 à 2022, il joue le rôle de l'adjudant Alexandre Sainte-Rose dans la série Section de recherches.

## Biographie
En 1992, il suit une formation d'acteurs pour le cinéma. En 1997, il fait un stage de formation audiovisuelle (comédie, technique) avec Françoise Covillault. De 1995 à 1997, il est étudiant au Conservatoire Municipale d'Art Dramatique du IXème - avec Anne Deneuil. En 2001, il fait un stage de théâtre, tango, capoïra, costumes, lumières et direction artistique avec Camille Saracent.
Il commence sa carrière en 1995 dans un épisode de la série télévisée Commissaire Moulin. En 1996, il débute au cinéma dans le court-métrage Y a du foutage de gueule dans l'air de Djamel Bensalah. En 1999, il se fait connaître du grand public dans Le Ciel, les Oiseaux et... ta mère ! de Djamel Bensalah, où il joue aux côtés de Jamel Debbouze et de Lorant Deutsch. Il enchaîne par la suite les seconds rôles dans des films aux castings moins prestigieux.
Parallèlement, il fait des apparitions dans des séries télévisées françaises (PJ, Avocats et Associés) et même américaines (Les Soprano), et joue dans des pièces au théâtre.

## Théâtre
- 1997 : La Guerre des michards, mise en scène Hervé Walbeck
- 1998 : La Locandiera de Carlo Goldoni, mise en scène Abel Perraudin
- 1999 : Les Amis de Kōbō Abe, mise en scène Abel Perraudin
- 1999-2002 : Les contes des Mille et Une Nuits, mise en scène Jean-Philippe Daguerre
- 2001-2002 : Les Lettres persanes de Montesquieu, mise en scène Christiane Marchewska (Sudden Théâtre, puis Théâtre du Nord-Ouest, Paris)
- 2003 : L'Île (en) (The Island) d'Athol Fugard, John Kani et Winston Ntshona, mise en scène Valérie Goma (Théâtre Jean Vilar, Arcueil)
- 2003 : L'Auberge du Cheval-Blanc de Ralph Benatzky, mise en scène Adriano Sinivia (Théâtre du Capitole de Toulouse)
- 2003 : L'Exile, lecture (Théâtre International de Langue Française)
- 2010 : Les Trois Mousquetaires d'Alexandre Dumas, mise en scène Ismaël Djéma
- 2011-2012 : Une flûte enchantée d'après Wolfgang Amadeus Mozart, mise en scène de Peter Brook (Théâtre des Bouffes du Nord, puis tournée internationale)
- 2021 : J'habite ici de Jean-Michel Ribes, mise en scène Jean-Michel Ribes, Théâtre du Rond-Point

## Filmographie

### Cinéma
- 1996 : Y a du foutage de gueule dans l'air, court-métrage de Djamel Bensalah
- 1999 : Le Ciel, les Oiseaux et... ta mère ! de Djamel Bensalah : Stéphane
- 1999 : Du bleu jusqu'en Amérique de Sarah Lévy : Jeune plâtré à l'horizontale
- 2000 : Old School de Kader Ayd : Honoré Letiole
- 2002 : Mama Aloko de Jean Odoutan : Coffi
- 2003 : Les Gaous d'Igor Sékulic : Samir
- 2003 : Black Shabbat, court-métrage de Benjamin Alimi : Stéphane
- 2003 : Le Fabuleux destin de Perrine Martin, court-métrage d'Olivier Ciappa : Didier
- 2004 : La Valse des gros derrières de Jean Odoutan : Requin "Martin Luther King"
- 2005 : Longue Peine, court-métrage de Fabien Naudier : Seydou
- 2005 : Il était une fois dans l'Oued de Djamel Bensalah : Pote 3
- 2009 : La Boîte à Pépé de Sami Zitouni : Le vigile
- 2009 : Neuilly sa mère ! de Gabriel Julien-Laferrière
- 2011 : Pim-Pim Tché de Jean Odoutan : Tonton Théo
- 2011 : Moonlight Lover, court-métrage de Guilhem Amesland : Franck
- 2012 : Rengaine de Rachid Djaïdani : Dorcy
- 2012 : Catilina ou le venin de l'amour d'Orest Romero : Le vigile
- 2014 : Le Crocodile du Botswanga de Lionel Steketee et Fabrice Éboué : Jacky Ntamack
- 2014 : SMS de Gabriel Julien-Laferrière : Bakari
- 2016 : L'Effet aquatique de Sólveig Anspach : Youssef
- 2021 : Barbaque de Fabrice Éboué : Gendarme N’Tamak
- 2025 : Reine mère de Manele Labidi : médiateur mairie

### Télévision

#### Téléfilms
- 2002 : Angelina de Claude d'Anna : Noé
- 2003 : Le Voyage organisé d'Alain Nahum : Charles
- 2004 : L'Insaisissable d'Élisabeth Rappeneau
- 2008 : César Lévy d'Alain Schwartzstein : Jonathan
- 2018 : Meurtres à Colmar de Klaus Biedermann : Lucas

#### Séries télévisées
- 1995 : Commissaire Moulin : Jeremy Blanc (1 épisode)
- 1996 : François Kléber : Désiré (1 épisode)
- 1998 : Quai n°1 : Basile (épisode 2.04)
- 2006 : PJ : Bruno Rosso (épisode 1.17)
- 2006 : Les Soprano : Sénégalais n°1 (1 épisode)
- 2009 : Avocats et Associés : Moussa (1 épisode)
- 2012 : WorkinGirls : Un homme en chaise roulante (épisode 1.07)
- 2013 : Le Bureau des affaires sexistes (mini-série)
- 2014 - 2022 : Section de recherches : Adjudant Alexandre « Alex » Sainte-Rose (saisons 8 à 15)
- 2019 : Le Grand Bazar de Baya Kasmi : père d'élève
- 2020 : Fais pas ci, fais pas ça : Y aura-t-il Noël à Noël ? de Michel Leclerc : Un policier
- 2023 : Infiltré(e) de Jean-Philippe Amar : Kerjean

## Distinctions

### Nominations
- Prix Lumières 2013 : Meilleur espoir masculin pour Rengaine